# Ndokwa West
Ndokwa West è una delle venticinque aree a governo locale (local government areas) in cui è suddiviso lo stato di Delta, nella Repubblica Federale della Nigeria.
Si estende su una superficie di 816 chilometri quadrati e conta una popolazione di 149.325 abitanti.